# Брежице
Брежице (словен. Brežice) је град и управно средиште истоимене општине Брежице, која припада Доњепосавској регији у Републици Словенији.
По последњем попису из 2002. године насеље Брежице имало је 6.856 становника, од чега Словенаца 75% (низак постотак за државне прилике).

## Занимљивости
Лидер Српске добровољачке гарде Жељко Ражнатовић Аркан је рођен у Брежицама 1952. године, а његов отац Вељко је био официр Југословенског ратног ваздухопловства  у општини.